# Jonathan Lewis (futbolista)
Jonathan Jeremy Lewis (Plantation, Florida, 4 de junio de 1997) es un futbolista estadounidense. Juega de delantero o extremo y su equipo es el Barnsley F. C. de la League One. Es internacional absoluto con la selección de Estados Unidos desde 2019. 

## Trayectoria
Lewis firmó su primer contrato profesional con el Bradford City A. F. C. en julio de 2015.
Fue enviado a préstamo al Farsley Celtic en septiembre de 2015, donde debutó al día siguiente. Luego de jugar dos encuentros en el Celtic, uno de la liga y el otro del FA Trophy, Lewis dejó el Bradford City en octubre de 2015 por mutuo acuerdo.
Regresó a Estados Unidos en 2016 donde jugó al fútbol universitario para los Akron Zips, con los que ganó la Conferencia Mid-American 2016 y ganó el premio al novato del año.
En enero de 2017 fue seleccionado por el New York City en el SuperDraft de la MLS 2017. Lewis debutó profesionalmente el 18 de marzo de 2017 en el empate 1-1 ante el Montreal Impact.
Fue enviado a préstamo al Louisville City FC en septiembre de 2018.
En mayo de 2019 fue intercambiado al Colorado Rapids. Debutó por los rapids el 11 de mayo contra el Real Salt Lake y anotó su primer gol para el club el 25 de mayo al Columbus Crew en la victoria por 3-2. Sus actuaciones en el mes de mayo de 2019 lo llevaron a ser parte del equipo del mes de la MLS.

## Selección nacional
Lewis fue parte de la selección de Estados Unidos sub-20 entre los años 2016 y 2017, con la que ganó el Campeonato Sub-20 de la Concacaf de 2017.
Debutó con la selección de Estados Unidos el 27 de enero de 2019 en un encuentro amistoso contra Panamá, que los norteamericanos ganaron por 3-0.

## Vida personal
Su madre es oriunda de Londres, además él tiene descendencia jamaicana.

## Clubes
| Club                            | País           | Año       |
| ------------------------------- | -------------- | --------- |
| Bradford City A. F. C.          | Inglaterra     | 2015      |
| Farsley Celtic F. C. (préstamo) | Inglaterra     | 2015      |
| Akron Zips (universitario)      | Estados Unidos | 2016      |
| New York City F. C.             | Estados Unidos | 2017-2019 |
| Louisville City FC (préstamo)   | Estados Unidos | 2018      |
| Colorado Rapids                 | Estados Unidos | 2019-2024 |
| Barnsley F. C.                  | Inglaterra     | 2025-     |

## Palmarés

### Títulos internacionales
| Título                     | Club (*)       | País           | Año  |
| -------------------------- | -------------- | -------------- | ---- |
| Copa de Oro de la Concacaf | Estados Unidos | Estados Unidos | 2021 |

(*) Incluyendo la selección.